# Bahnhof Wrist
Der Bahnhof Wrist ist ein Personenbahnhof in der Ortsmitte von Wrist (Kreis Steinburg) an der Bahnstrecke Hamburg-Altona–Kiel, sowie an der inzwischen stillgelegten Bahnstrecke Wrist–Itzehoe.

## Geschichte
1844 wurde der Bahnhof von der Altona-Neumünster-Kiel Eisenbahngesellschaft (AKE) erbaut. Eröffnet wurde er mit der Bahnstrecke am 18. September 1844. 1889 wurde der Bahnhof an die inzwischen stillgelegte Bahnstrecke Wrist–Itzehoe angeschlossen. Von 1880 bis 1895 wurde das Empfangsgebäude des Bahnhofs umgebaut. Um den Bahnhof entwickelte sich dann im Laufe der Jahre die Eisenbahnsiedlung Wrist. Die Eisenbahn hatte großen wirtschaftlichen Einfluss auf die Gemeinde, was unter anderem zur Zusammenführung von Wrist mit der älteren Nachbargemeinde Stellau führte, unter Beibehaltung des Namens Wrist.
Der Personenverkehr nach Itzehoe wurde 1975 eingestellt, der restliche Güterverkehr nach Kellinghusen 1995.
2014/15 wurde ein kurzer Abschnitt des früheren Streckengleises nach Itzehoe erneuert und elektrifiziert. Er dient als Abstellgleis für die Züge der Linie RB 71, die seit Dezember 2014 in Wrist beginnen und enden.
Durch den Bahnhof verlaufen drei Gleise, die durch zwei Bahnsteige erschlossen sind. Ein Bahnsteig liegt am Empfangsgebäude, die beiden anderen als Mittelbahnsteig zwischen den Gleisen. Vom Überholgleis zweigt das Abstellgleis für die Züge der RB71 ab. 
Das Bahnhofsgebäude stand 2012 zum Verkauf, da es für den Betrieb nicht mehr benötigt wird. 2019 ist es verkauft worden und wird privat genutzt. 

## Verkehr
| Zuggattung | Streckenverlauf                                                     | Taktfrequenz |
| ---------- | ------------------------------------------------------------------- | ------------ |
| RE70       | Hamburg Hbf – Elmshorn – Wrist – Neumünster – Kiel                  | Stundentakt  |
| RB71       | Hamburg-Altona – Pinneberg – Tornesch – Elmshorn – Dauenhof – Wrist | Stundentakt  |

Vor dem Bahnhof bestehen Busverbindungen in Richtung Bad Bramstedt und Itzehoe. Die Busse verkehren stündlich (am Wochenende zweistündlich) mit Anschluss an die Züge der Linie RE70.
Südlich des Bahnhofes stehen zahlreiche Parkplätze zur Verfügung.